# Nina Weisz
Nina Weisz (* 17. Februar 1978 in Gießen) ist eine deutsche Schauspielerin.

## Leben
Von 2000 bis 2004 besuchte Nina Weisz die Schauspielschule Mainz. Zeitgleich war sie als Gast am dortigen Staatstheater Mainz engagiert. Danach spielte sie zunächst als Gast am Theater Aachen. Anschließend trat sie ein Festengagement am Theater Bonn an, wo sie unter anderem die Titelrolle in Emilia Galotti spielte unter der Regie von Kay Voges.
Seit 2011 wohnt sie in Berlin.
Von 2021 bis 2023 spielte Weisz die Rolle der Corinna Weigel in der RTL-Daily-Soap Unter uns.

## Filmografie
- 2014: Terra Max (Fernsehserie, Folge 3x03)
- 2015: 11 Years (Kurzfilm)[1]
- 2016: Gute Zeiten, schlechte Zeiten (Fernsehserie, drei Folgen)
- 2018: SOKO Wismar (Fernsehserie, Folge 16x08)
- 2019: 8 Tage (Fernsehserie, Folge 1x01)
- 2021: Notruf Hafenkante (Fernsehserie)
- 2021–2023: Unter uns (Fernsehserie)
- 2023: Bettys Diagnose (Fernsehserie, Folge 10x14 und 10x15)